# Liga Espanhola de Basquetebol
A Liga ACB, conhecida desde 2011 também como Liga Endesa por razão de patrocinadores, é a liga principal liga de basquetebol masculino da Espanha perfazendo assim o topo do Sistema de Ligas de basquetebol da Espanha. A Asociación de Clubes de Baloncesto (ACB) (em português:  Associação de Clubes de Basquetebol), fundada em 3 de março de 1982, organiza a dita liga desde a temporada 1983-84. Atualmente 18 equipes disputam a competição, sendo que os dois últimos colocados na tabela são rebaixados para a LEB Ouro.

## Estrutura da Competição
A Liga ACB é formada por 18 equipes, que competem numa primeira fase (ou "fase regular", como costuma ser chamada em espanhol, na qual as equipes se enfrentam entre si em turno e returno).
Terminada a primeira fase, as 7 equipes melhor colocadas se reunem num torneio independente, disputado num único fim de semana. Neste evento, estas sete equipes se reúnem a uma oitava, anfitriã do torneio, para disputar a "Copa del Rey de Baloncesto". São três dias consecutivos de jogos, cada dia dedicado a uma fase: quartas de final, semi-final e final.
Após a Copa do Rei, é iniciada a segunda fase da Liga, na qual as equipes oito primeiro colocadas na fase regular se enfrentam em sistema de "Play-off", melhor de três partidas nas fases quartas de final e semi-final, e melhor de cinco partidas na final da competição.
Desde a criação da Liga ACB, em 1983, somente quatro clubes disputaram todas as edições: FC Barcelona, Real Madrid, FIATC Badalona e Laboral Kutxa (clube que se associou a partir dos anos de 1990 à empresa espanhola TAU Cerámica).

## Equipes participantes
| Clube                  | Arena                    | Localização     |
| ---------------------- | ------------------------ | --------------- |
| Barça                  | Palau Blaugrana          | Barcelona       |
| Baskonia               | Fernando Buesa           | Vitoria-Gasteiz |
| Bàsquet Girona         | Palau Girona-Fontajau    | Girona          |
| Baxi Manresa           | Pavelló Nou Congost      | Manresa         |
| Casademont Zaragoza    | Príncipe Felipe          | Saragoça        |
| Coviran Granada        | Palacio de Deportes      | Granada         |
| Dreamland Gran Canaria | Arena Gran Canaria       | Las Palmas      |
| Hiopos Lleida          | Espai Fruita Barris Nord | Lérida          |
| Joventut Badalona      | Palau Olímpic            | Badalona        |
| La Laguna Tenerife     | Pavilhão Insular         | La Laguna       |
| Leyma Coruña           | Coliseum da Corunha      | Corunha         |
| MoraBanc Andorra       | Poliesportiu d'Andorra   | Andorra-a-Velha |
| Real Madrid            | WiZink Arena             | Madrid          |
| Rio Breogán            | Paço de Lugo             | Lugo            |
| Movistar Estudiantes   | WiZink Arena             | Madrid          |
| Surne Bilbao Basket    | Bilbao Arena             | Bilbau          |
| Unicaja Malaga         | Martín Carpena           | Málaga          |
| UCAM Murcia            | Palacio de Deportes      | Múrcia          |
| Valencia Basket        | Fonte de São Luis        | Valência        |

## Títulos

### Liga Espanhola de Basquete (Liga Nacional) (1957-1983)
| Temporada | Campeão           | Vice-campeão         | Cestinha do Torneio                            |
| --------- | ----------------- | -------------------- | ---------------------------------------------- |
| 1957      | Real Madrid       | FC Barcelona         | Alfonso Martínez (Real Madrid) 18,00           |
| 1958      | Real Madrid       | Joventut de Badalona | Alfonso Martínez (Real Madrid) 17,22           |
| 1958-59   | FC Barcelona      | Real Madrid          | Emiliano Rodríguez (Aismalíbar Montcada) 17,23 |
| 1959-60   | Real Madrid       | Joventut de Badalona | Juan Ramón Báez (Real Madrid) 19,95            |
| 1960-61   | Real Madrid       | Sabadell             | Francesc Llobet (Sabadell) 20,45               |
| 1961-62   | Real Madrid       | Joventut de Badalona | Wayne Hightower (Real Madrid) 19,72            |
| 1962-63   | Real Madrid       | Estudiantes          | Emiliano Rodríguez (Real Madrid) 19,94         |
| 1963-64   | Real Madrid       | Picadero Jockey Club | Emiliano Rodríguez (Real Madrid) 22,68         |
| 1964-65   | Real Madrid       | Picadero Jockey Club | Lorenzo Alocén (HEL) 24,21                     |
| 1965-66   | Real Madrid       | Picadero Jockey Club | Miles Aiken (ÁGL) 23,94                        |
| 1966-67   | Joventut Badalona | Real Madrid          | Alfonso Martínez (Joventut de Badalona) 22,05  |
| 1967-68   | Real Madrid       | Estudiantes          | Clifford Luyk (Real Madrid) 24,30              |
| 1968-69   | Real Madrid       | Joventut de Badalona | Charles Thomas (SJI) 25,59                     |
| 1969-70   | Real Madrid       | Picadero Jockey Club | Charles Thomas (SJI) 24,05                     |
| 1970-71   | Real Madrid       | Joventut de Badalona | Alfredo Pérez (Breogán) 27,05                  |
| 1971-72   | Real Madrid       | FC Barcelona         | Gonzalo Sagi-Vela (Estudiantes) 21,59          |
| 1972-73   | Real Madrid       | Joventut de Badalona | Alfredo Pérez (Breogán) 23,23                  |
| 1973-74   | Real Madrid       | FC Barcelona         | John Coughran (YMCA) 31,71                     |
| 1974-75   | Real Madrid       | FC Barcelona         | Ray Price (Saski Baskonia) 32,18               |
| 1975-76   | Real Madrid       | FC Barcelona         | Bob Fullarton (Breogán) 30,25                  |
| 1976-77   | Real Madrid       | FC Barcelona         | Bob Guyette (Barcelona) 31,95                  |
| 1977-78   | Joventut Badalona | Real Madrid          | Essie Hollis (Askatuak) 39,18                  |
| 1978-79   | Real Madrid       | FC Barcelona         | Webb Williams (Saski Baskonia) 33,41           |
| 1979-80   | Real Madrid       | FC Barcelona         | Nate Davis (Valladolid) 29,73                  |
| 1980-81   | FC Barcelona      | Estudiantes          | Lars Hansen (OAR Ferrol) 27,58                 |
| 1981-82   | Real Madrid       | FC Barcelona         | Larry McNeil (Canarias]]) 33,81                |
| 1982-83   | FC Barcelona      | Real Madrid          | Claude Gregory (Saski Baskonia) 29,46          |

### Liga ACB (1984-)
| Temporada | Campeão           | Vice-campeão         | MVP Final                          | MVP Liga                             |
| --------- | ----------------- | -------------------- | ---------------------------------- | ------------------------------------ |
| 1983/84   | Real Madrid       | FC Barcelona         | -                                  | -                                    |
| 1984/85   | Real Madrid       | Joventut de Badalona | -                                  | -                                    |
| 1985/86   | Real Madrid       | FC Barcelona         | -                                  | -                                    |
| 1986/87   | FC Barcelona      | Joventut Badalona    | -                                  | -                                    |
| 1987/88   | FC Barcelona      | Real Madrid          | -                                  | -                                    |
| 1988/89   | FC Barcelona      | Real Madrid          | -                                  | -                                    |
| 1989/90   | FC Barcelona      | Joventut Badalona    | -                                  | -                                    |
| 1990/91   | Joventut Badalona | FC Barcelona         | Corny Thompson (Joventut Badalona) | -                                    |
| 1991/92   | Joventut Badalona | Real Madrid          | Mike Smith (Joventut Badalona)     | Darryl Middleton (Girona)            |
| 1992/93   | Real Madrid       | Joventut Badalona    | Arvydas Sabonis (Real Madrid)      | Darryl Middleton (Sevilla)           |
| 1993/94   | Real Madrid       | FC Barcelona         | Arvydas Sabonis (Real Madrid)      | Arvydas Sabonis (Real Madrid)        |
| 1994/95   | FC Barcelona      | Unicaja Málaga       | Mike Ansley (Unicaja)              | Arvydas Sabonis (Real Madrid)        |
| 1995/96   | FC Barcelona      | Caja San Fernando    | Xavi Fernández (Barcelona)         | Michael Anderson (Sevilla)           |
| 1996/97   | FC Barcelona      | Real Madrid          | Roberto Dueñas (Barcelona)         | Kenny Green (Tau Cerámica)           |
| 1997/98   | Manresa           | TAU Cerámica         | Joan Creus (Tau Cerámica)          | Dejan Bodiroga (Real Madrid)         |
| 1998/99   | FC Barcelona      | Caja San Fernando    | Derrick Alston (Barcelona)         | Tanoka Beard (Real Madrid)           |
| 1999/00   | Real Madrid       | FC Barcelona         | Alberto Angulo (Real Madrid)       | Darryl Middleton (Girona)            |
| 2000/01   | FC Barcelona      | Real Madrid          | Pau Gasol (Barcelona)              | Lou Roe (Gijón)                      |
| 2001/02   | TAU Cerámica      | Unicaja Málaga       | Elmer Bennett (Tau Cerámica)       | Tanoka Beard (Joventut Badalona)     |
| 2002/03   | FC Barcelona      | Valencia             | Šarūnas Jasikevičius (Barcelona)   | Walter Herrmann (Fuenlabrada)        |
| 2003/04   | FC Barcelona      | Estudiantes          | Dejan Bodiroga (Barcelona)         | Andrés Nocioni (Tau Cerámica)        |
| 2004/05   | Real Madrid       | TAU Cerámica         | Louis Bullock (Real Madrid)        | Luis Scola (Tau Cerámica)            |
| 2005/06   | Unicaja Málaga    | TAU Cerámica         | Jorge Garbajosa (Unicaja)          | Juan Carlos Navarro (Barcelona)      |
| 2006/07   | Real Madrid       | FC Barcelona         | Felipe Reyes (Real Madrid)         | Luis Scola (Tau Cerámica)            |
| 2007/08   | TAU Cerámica      | FC Barcelona         | Pete Mickeal (Tau Cerámica)        | Marc Gasol (Girona)                  |
| 2008/09   | FC Barcelona      | TAU Cerámica         | Juan Carlos Navarro (Barcelona)    | Felipe Reyes (Real Madrid)           |
| 2009/10   | Caja Laboral      | FC Barcelona         | Tiago Splitter (Caja Laboral)      | Tiago Splitter (Caja Laboral)        |
| 2010/11   | FC Barcelona      | Bizkaia Bilbao       | Juan Carlos Navarro (Barcelona)    | Fernando San Emeterio (Caja Laboral) |
| 2011/12   | FC Barcelona      | Real Madrid          | Erazem Lorbek (FC Barcelona)       | Andy Panko (Lagun Aro GBC)           |
| 2012-13   | Real Madrid       | FC Barcelona         | Felipe Reyes (Real Madrid)         | Nikola Mirotić (Real Madrid)         |
| 2013-14   | FC Barcelona      | Real Madrid          | Juan Carlos Navarro (Barcelona)    | Justin Doellman (Valencia)           |
| 2014-15   | Real Madrid       | FC Barcelona         | Sergio Llull (Real Madrid)         | Felipe Reyes (Real Madrid)           |
| 2015-16   | Real Madrid       | FC Barcelona         | Sergio Llull (Real Madrid)         | Ioannis Bourousis (Saski Baskonia)   |
| 2016-17   | Valencia          | Real Madrid          | Bojan Dubljević (Valencia)         | Sergio Llull (Real Madrid)           |
| 2017-18   | Real Madrid       | Kirolbet Baskonia    | Rudy Fernández (Real Madrid)       | Luka Dončić (Real Madrid)            |
| 2018-19   | Real Madrid       | Barça Lassa          | Nico Laprovittola (Joventut)       | Facundo Campazzo (Real Madrid)       |
| 2019-20   | Kirolbet Baskonia | Barça                | Nikola Mirotić (Barça)             |                                      |
| 2020-21   | Barça             | Real Madrid          | Nikola Mirotić (Barça)             | Giorgio Shermadini (Tenerife)        |
| 2021-22   | Real Madrid       | Barça                | Walter Tavares (Real Madrid)       | Džanan Musa (Breogán)                |
| 2022-23   | Barça             | Real Madrid          | Nikola Mirotić (Barça)             | Giorgi Shermadini (Tenerife)         |
| 2023-24   | Real Madrid       | UCAM Murcia          | Facundo Campazzo (Real Madrid)     | Džanan Musa (Real Madrid)            |
| 2024-25   | Real Madrid       | Valencia Basket      | Marcelo Huertas (Tenerife)         | Facundo Campazzo (Real Madrid)       |

### Total de Títulos Nacionais
| Clube                                |  | Liga Nacional | Liga ACB | Total | Temporadas Campeão |
| ------------------------------------ |  | ------------- | -------- | ----- | --- |
| Real Madrid                          |  | 22            | 16       | 38    | 1956-57, 1957-58, 1959-60, 1960-61, 1961-62, 1962-63, 1963-64, 1964-65, 1965-66, 1967-68, 1968-69, 1969-70, 1970-71, 1971-72, 1972-73, 1973-74, 1974-75, 1975-76, 1976-77, 1978-79, 1979-80, 1981-1982, 1983-1984, 1984-85, 1985-86, 1992-93, 1993-94, 1999-00, 2004-05, 2006-07, 2012-13, 2014-15, 2015-16, 2017-18, 2018-19, 2021-22, 2023-24, 2024-25 |
| FC Barcelona                         |  | 3             | 17       | 20    | 1958-59, 1980-81, 1982-83, 1986-87, 1987-88, 1988-89, 1989-90, 1994-95, 1995-96, 1996-97, 1998-99, 2000-01, 2002-03, 2003-04, 2008-09, 2010-11, 2011-12, 2013-14, 2020-21, 2022-23 |
| Joventut de Badalona                 |  | 2             | 2        | 4     | 1966-67, 1977-78, 1990-91 e 1991-92 |
| Valencia                             |  | 0             | 1        | 1     | 2016-17 |
| TAU Cerámica / Caja Laboral Baskonia |  | 0             | 4        | 3     | 2001-02, 2007-08 e 2009-10, 2019-20 |
| Unicaja Málaga                       |  | 0             | 1        | 1     | 2005-06 |
| Manresa                              |  | 0             | 1        | 1     | 1997-98 |
| Saski Baskonia S.A.D                 |  | 0             | 3        | 4     | 2001–02, 2007–08, 2009–10 e 2019-20 |

## Copa del Rey de Baloncesto
A Copa do Rei de Basquete é disputada desde 1932. A partir da temporada de 1986-87, o torneio passou a ser disputado ao estilo "Final entre Oito", jogada em três dias consecutivos após o final da Fase Regular da Liga ACB.

### Campeões da Copa do Rei
| Temporada | Sede            | Campeão                 | Vice-campeão             | MVP                 |
| 1987      | La Laguna       | Barcelona               | Ron Negrita Joventut     | -                   |
| 1988      | Valladolid      | Barcelona               | Real Madrid              | -                   |
| 1989      | La Coruña       | Real Madrid             | Barcelona                | -                   |
| 1990      | Las Palmas      | CAI Zaragoza            | Ram Joventut             | Mark Davis          |
| 1991      | Zaragoza        | Barcelona               | Estudiantes Caja Postal  | Juan Antonio Orenga |
| 1992      | Granada         | Estudiantes Caja Postal | CAI Zaragoza             | John Pinone         |
| 1993      | La Coruña       | Real Madrid             | 7Up Joventut             | Joe Arlauckas       |
| 1994      | Sevilla         | Barcelona               | Taugrés                  | Velimir Perasović   |
| 1995      | Granada         | Taugrés                 | Amway Zaragoza           | Pablo Laso          |
| 1996      | Murcia          | TDK Manresa             | Barcelona                | Joan Creus          |
| 1997      | León            | Festina Joventut        | Club Baloncesto Cáceres  | Andre Turner        |
| 1998      | Valladolid      | Pamesa Valencia         | Pintura Bruguer Badalona | Nacho Rodilla       |
| 1999      | Valência        | TAU Cerámica            | Caja San Fernando        | Elmer Bennett       |
| 2000      | Vitória-Gasteiz | Adecco Estudiantes      | Pamesa Valencia          | Alfonso Reyes       |
| 2001      | Málaga          | Barcelona               | Real Madrid              | Pau Gasol           |
| 2002      | Vitória-Gasteiz | TAU Cerámica            | Barcelona                | Dejan Tomašević     |
| 2003      | Valência        | Barcelona               | TAU Cerámica             | Dejan Bodiroga      |
| 2004      | Sevilla         | TAU Cerámica            | DKV Joventut             | Rudy Fernández      |
| 2005      | Zaragoza        | Unicaja Málaga          | Real Madrid              | Jorge Garbajosa     |
| 2006      | Madrid          | TAU Cerámica            | Pamesa Valencia          | Pablo Prigioni      |
| 2007      | Málaga          | Winterthur FC Barcelona | Real Madrid              | Jordi Trias         |
| 2008      | Vitória-Gasteiz | DKV Joventut            | TAU Cerámica             | Rudy Fernández      |
| 2009      | Madrid          | TAU Cerámica            | Unicaja Málaga           | Mirza Teletović     |
| 2010      | Bilbao          | Regal FC Barcelona      | Real Madrid              | Fran Vázquez        |
| 2011      | Madrid          | Barcelona               | Real Madrid              | Alan Anderson       |
| 2012      | Barcelona       | Real Madrid             | FC Barcelona Regal       | Sergio Llull        |
| 2013      | Vitória-Gasteiz | FC Barcelona Regal      | Valencia                 | Pete Mickeal        |
| 2014      | Málaga          | Real Madrid             | FC Barcelona             | Nikola Mirotić      |
| 2015      | Las Palmas      | Real Madrid             | FC Barcelona             | Rudy Fernández      |
| 2016      | La Coruña       | Real Madrid             | Herbalife Gran Canaria   | Gustavo Ayón        |
| 2017      | Vitoria-Gasteiz | Real Madrid             | Valencia                 | Sergio Llull        |
| 2018      | Las Palmas      | FC Barcelona            | Real Madrid              | Thomas Heurtel      |
| 2019      | Madrid          | Barça Lassa             | Real Madrid              | Thomas Heurtel      |
| 2020      | Málaga          | Real Madrid             | Unicaja Málaga           | Facundo Campazzo    |
| 2021      | Madrid          | Barça                   | Real Madrid              | Cory Higgins        |
| 2022      | Granada         | FC Barcelona            | Real Madrid              | Nikola Mirotić      |